# Bartłomiej Matysiak
Bartłomiej Matysiak (* 11. September 1984) ist ein ehemaliger polnischer Radrennfahrer.

## Karriere
Bartłomiej Matysiak begann seine internationale Karriere 2006 bei dem polnischen Continental Team Legia-Bazyliszek. In seinem ersten Jahr gewann er eine Etappe beim FBD Insurance Rás und eine Etappe sowie die Gesamtwertung bei der Bałtyk-Karkonosze Tour. In den Jahren 2008, 2010 und 2013 gewann er jeweils das Eintagesrennen Puchar Ministra Obrony Narodowej. Im Jahr 2014 wurde er polnischer Straßenmeister und erzielte damit seinen größten Erfolg.
2014 wurde Matysiak mit dem Verdienstkreuz der Republik Polen in Bronze ausgezeichnet.

## Erfolge
2006
- eine Etappe FBD Insurance Rás
- Gesamtwertung und eine Etappe Bałtyk-Karkonosze Tour

2008
- Puchar Ministra Obrony Narodowej

2009
- eine Etappe Course de la Solidarité Olympique

2010
- Puchar Ministra Obrony Narodowej

2013
- eine Etappe Tour of Estonia
- Puchar Ministra Obrony Narodowej

2014
- eine Etappe Tour of Małopolska
- eine Etappe Memorial im. J. Grundmanna J. Wizowskiego
- Polnischer Meister – Straßenrennen

## Teams
- 2006 Legia-Bazyliszek
- 2007 Legia-TV4
- 2008 Legia
- 2009 CCC Polsat Polkowice
- 2010 CCC Polsat Polkowice
- 2011 CCC Polsat Polkowice
- 2012 CCC Polsat Polkowice
- 2013 CCC Polsat Polkowice
- 2014 CCC Polsat Polkowice
- 2015 CCC Sprandi Polkowice
- 2016 CCC Sprandi Polkowice